# Пониський ВТТ
Пониський ВТТ, Понишбуд (рос. ПОНЫШСКИЙ ИТЛ, ИТЛ и Строительство Понышской ГЭС, Понышстрой) — підрозділ, що діяв в структурі Головного управління виправно-трудових таборів Народного комісаріату внутрішніх справ СРСР (ГУЛАГ НКВД).
Організований 27.11.42, закритий не пізніше 26.02.45;

знову відкритий 22.01.46;

остаточно закритий 15.05.48 (реорг. в ТВ УВТТК УМВС по Молотовській обл.

## Підпорядкування і дислокація
- ГУЛПС з 27.11.42;
- УВТТК УМВС по Молотовській обл. з 22.01.46.

Дислокація: Молотовська (нині Пермська) область, м. Чусовий

## Виконувані роботи
- буд-во Пониської ГЕС на р.Чусова [1],
- житлове буд-во

## Чисельність з/к
- 01.01.43 — 12393,
- 01.01.44 — 3866,
- 01.01.45 — 94,
- 01.03.45 — 46,
- 01.01.47 — 4424